# よるのばけもの
『よるのばけもの』は、住野よるによる日本の長編小説。
住野よるの3作目の小説である。自身へのインタビューで、100人の僕の作品が好きな人がいるとして、70人は『君の膵臓をたべたい』が好きといって、27人が『また、同じ夢を見ていた』が好きといって、3人が今作を好きといってくれるような感じの作品であると答えている。

## あらすじ
主人公・安達は、いつからか夜になると8つ目があり、6つ足、4つの尾があるバケモノに変身してしまうようになった。バケモノになると夜寝る必要がなく、夜海へ行ったり、観光地へ行ったりして過ごしていた。ある夜、学校に数学の宿題を忘れたことに気づいた安達は、バケモノの姿で学校に忍び込み、宿題を取りに行く。プリントを取って、帰ろうとしたとき、教室から「なにしてんの？」という声が聞こえる。それはクラスメイトの矢野さつきであり、自分が安達であるということもバレてしまう。彼女は「夜休み」をしていたという。日常の彼女は、空気を読めず、声が無駄に大きく、しゃべり方が独特なためもともと鬱陶しがられていた上に、"雨の日に突然、クラスメイトの緑川双葉の本を校庭に投げ捨て、泣く緑川の前でにんまり笑っていた"という出来事を境にクラスから決定的なイジメの対象になっていた。
高校受験を控えたクラスには全体的に小賢しさがあり、直接的な暴力はほぼなかったが、矢野はいつもゴム銃で撃たれたり、椅子や机を汚されていたり、カエルの死骸を靴箱に入れられたりしていた。それでも矢野は毎日、教室に入る時、友達と会う時、ニタニタと笑いながら大きな声でおはようと挨拶をするのが日々の姿である。ある日、矢野が落とした消しゴムを反射的に拾ってしまったことにより、「矢野の手助けをした」ということからクラスメイトの井口が無視の対象となる。夜休みの最中に僕からその話を聞いた矢野は「良い子が傷つくのはやだね」と言い、次の日学校で井口の前に行き井口の頬をビンタする。その行動により矢野はさらなるイジメを受け、一方で井口は同情という仲間意識から無視を解かれる。安達は、矢野のいじめられても にんまりと笑って常に楽しそうに過ごしている姿から、彼女のことをそれまで自分たちの想像もつかない思考回路で動く、おかしな人間だと思っていた。ところが今回の一件は井口を守るために矢野が“身代わり”となったことが分かると、本当は一生懸命に生きているのではないかと考え始め、彼女に好奇心のような感情が芽生え始める。
その後、学校に怪物が出るという噂が流れ、クラスメイトの元田達が捕まえに行くという。安達は矢野の「夜休み」という安寧の時間がなくなることを危惧し、元田達を脅かし二度と来ないようにしようと考える。矢野は掃除道具箱の中に隠れていたが元田達に見つかりそうになり、安達は咄嗟に掃除道具箱ごと飲み込む。そして元田達を怖がらせて帰すことに成功する。元田達が帰った後、掃除道具箱を吐き出すと「見つかると思った」とにんまり笑ってぴょんぴょん跳ねる矢野がいた。
安達は「矢野さんってやっぱり変だよね」と話しかける。教室にいた時も今も「怖い」と言いながらそんな風に笑っているのはやっぱりおかしい、と。
矢野は「怖いと無理にわらっちゃうの。癖なのかなあ いつもなんだよ」と答える。井口をビンタした時ににんまり笑っていたのも、朝にんまり笑いながら教室に入ってくるのも実は矢野にとっては恐怖の表情であったことを安達は初めて知り、「夜休み」から距離を置こうと決める。
ある朝、足元に何か飛んできた。白く膨らんだ紙袋には「矢野さつき」と名前が書いてあった。名前が判明した瞬間井口のことが思い浮かび安達は紙袋を踏んでしまう。その瞬間魔法が解けたように教室の時間が動き出す。安達はクラスの一員として正しい行動をとれたと胸をなでおろす。一方で、教室の隅で「割れてる」とつぶやく矢野の声が聞こえた。
その日の夜、安達は怪物の姿で、昼の件を矢野に詫びに行く。矢野は安達に対して「昼と夜、どちらが本当の姿なのか？」と問う。そして自分は昼も夜もなくいつも同じだと話す。
次の朝いつものようににんまりと笑って矢野が教室の前方からおはようと言って入ってきた。いつもの朝のようにみんなが無視する。無視されることをわかっている相手に挨拶をする矢野が頭がおかしいわけではなく、本当は恐いのだと知っているのは僕だけだと安達は思う。何に対して怖がっているのだろうか、いろいろ考えた挙句、単純に「今日もまた無視をされること」を怖がっているのではないかと思う。と考えた結果、震える声で拶してきた矢野に安達は、夜の 矢野を無視できない“僕” も、昼の クラスメイトから嫌われたくない“俺” のどちらかを選ぶことはできず、矢野を助けることもできないが、言葉を受け止めて返すくらいはしようと決意し、矢野の挨拶に「おはよう」と返した。

## 登場人物
安達（あだち） / あっちー / 僕（夜） / 俺（昼）
気弱で他人の目を人一倍気にしてしまう普通の男子生徒。
夜になると目が8つ足が6つ尾が4つの怪物に俺はなる。
矢野さつき（やのさつき）
クラスの全員からイジメを受けている。いじめを受けてもにんまりと笑っていることから、「頭がおかしい」と思われている。
実際には怖い時に笑う癖がある。
「夜休み」を通じて安達と交流する。
緑川双葉（みどりかわふたば）
いつも図書館ですごし、挨拶をしても「うん」としか返さない。矢野と同じぐらい空気を読まないがクラスでは矢野と対照的な扱いを受けている。
矢野の元友達で「喧嘩した元友達がイジメられているため仲直りができず、誰に対してもうなづくことしかできない癖に勝手に責任感を感じて本人の代わりに仕返しをしている馬鹿なクラスメイト」と矢野に評される。
笠井（かさい）
クラスの中心人物。
「頭が良くて自分がどうすれば周りがどう動くかわかって遊んでいる男の子」と矢野に評され、緑川からも「笠井君はすごく悪い子だよ」と評されている。
工藤（くどう）
安達と隣の席の女子生徒。元気で後輩の面倒見も良く一生懸命楽しい時間を過ごそうとしている。一方で会話の途中に矢野の頭に躊躇なくジュースのパックを投げつける一面も見せる。
「真面目な俺」という自分と違うものを否定しない工藤に対し、矢野について相談をしたいと思ったこともあったが、矢野の挨拶を受け入れた安達に対し、机を遠ざけ決別を選択する。
中川ゆりこ（なかがわゆりこ）
顔も性格も派手でクラスの男子から人気がある。
率先して矢野のイジメに加担し、また矢野の消しゴムを拾っただけで井口を無視し、井口に矢野のノートに落書きをすることを強要した。
「いじめるのが好きなフリして本当は誰かを下に見ていないと不安で仕方ない女の子」と矢野に評される。
井口（いぐち）
誰にも笑顔を振りまく優しい性格の女子生徒。
矢野がイジメられていることをいつも気にして、やられすぎていないかとハラハラしている。
矢野の消しゴムを反射的に拾ったせいで制裁にあう。矢野が機転を利かせ、井口に暴力を振るって再びイジメを自分だけに仕向けたことにより制裁は自然消滅した。
それ以来友達とはニコニコと笑いながら接してはいるが自分の周りの人たちを信じられないでいる。
元田（もとだ）
野球部員。率先して矢野のいじめに加担する。
学校の怪獣を捕まえるため夜の学校に侵入するが、安達に返り討ちにあう。
能登先生（のとせんせい） / のんちゃん
保健室の先生で33歳。面倒見がよく。生徒からのんちゃんと呼ばれている。
矢野に「難しいことはいい、生き延びなさい。大人になればちょっと自由になれる」など矢野へのイジメに気づいていながら介入しない姿勢をみせ、僕を失望させる。

## オーディオブック
2018年11月、オトバンクのオーディオブック配信サービスの「audiobook.jp」でオーディオブック版が配信された。収録時間は約7時間43分。
キャスト
- 安達／語り部：松岡禎丞
- 矢野さつき：佳村はるか
- 笠井：花倉洸幸
- 工藤：篠原侑
- 元田：ソンド
- 能登：小松奈生子
- 緑川：嶺内ともみ
- 井口：武田羅梨沙多胡
- 中川：綾瀬有
- 元田の友達A：石井隆之
- 元田の友達B：佐藤元